# FD Talentos del Sur
La Fundación Deportiva Talentos del Sur (comúnmente llamada Talentos del Sur) en el Municipio San Francisco, ubicado al sur de Maracaibo, estado Zulia, que milita en la Tercera División de Venezuela.

## Historia
Fundada el 16 de septiembre de 2013, tras la realización de un plan vacacional que tuvo apoyo de la comunidad, la organización deportiva zuliana junta en sus inicios a 53 mil miembros desde la categoría sub-6 hasta veteranos, incluyendo al equipo femenino. Desde sus inicios, la organización deportiva es apoyada por la Alcaldía del Municipio San Francisco y en su primera participación en los torneos de la AFEZ (Asociación de Fútbol del Estado Zulia), la escuadra sureña consiguió su primer título en la categoría sub-10; en la actualidad, brinda apoyo a más de 1.500 atletas ofreciendoles atención deportiva integral y es considerada como ejemplo para el estado Zulia y en el ámbito nacional.

## Incursión en la Tercera División
Como otras instituciones que dan el salto a la escala profesional del balompié venezolano, la escuadra sureña compite en los torneos juveniles interregionales organizados por la Federación Venezolana de Fútbol (FVF), obteniendo la base de su plantilla tras haber disputado en 2015, el torneo sub-25 a nivel regional, complementando dicha plantilla con jugadores de su categoría sub-20. Toma parte en el Apertura 2016 de la Tercera División, como integrante del Grupo Occidental II, subdividido en "A" y "B", compartiendo la zona "A" con los equipos filiales de Trujillanos FC y Zulia FC y Perijaneros FC, equipo debutante representativo del municipio Machiques de Perijá. Finaliza en la cuarta casilla de grupo tras sumar 11 unidades a lo largo del semestre. En la segunda fase de preparación para el Clausura, el cuadro zuliano participa en un cuadrangular amistoso con los equipos Unión Atlético Falcón, Titanes FC y el Deportivo JBL del Zulia, disputado en la ciudad de Maracaibo. Finaliza el Torneo Clausura nuevamente en la cuarta casilla de su zona, tras sumar 12 puntos, finalizando así su primera temporada en la categoría.
Su segunda participación fue la mejor, al quedar campeón invicto del Torneo Apertura 2017. Gracias su buena organización y a su gran desempeño fue incluido para participar en la Copa Venezuela 2017 donde logró pasar a segunda fase de grupos. Pero a pesar de su excelente organización y de sus buenos resultados la situación económica que atravesó el país en su momento no podo sostener a los patrocinadores debido al alto costo que esta clase de torneo merita no pudo seguir participando.

## Estadio
Disputa sus partidos como local en la Villa Bolivariana de San Francisco, recinto deportivo ubicado en el Municipio San Francisco que tiene una capacidad aproximada de 1.200 espectadores.

## Datos del club
- Temporadas en 1.ª División: 0
- Temporadas en 2.ª División: 0
- Temporadas en 3.ª División: 2 (2016) (2017)
- Temporadas en Copa Venezuela 2017: 1

### Plantilla
|Diseñador Gráfico = Luis Morales|